# Disphragis santiago
Disphragis santiago is een vlinder uit de familie van de tandvlinders (Notodontidae). De wetenschappelijke naam van de soort is, als Heterocampa santiago, voor het eerst geldig gepubliceerd in 1904 door William Schaus.

## Type
- syntypes: "males"
- instituut: USNM Smithsonian Institution, Washington, U.S.A.
- typelocatie: "Cuba, Santiago"